# Gordon Welchman
William Gordon Welchman (* 15. Juni 1906 in Bristol, England; † 8. Oktober 1985 in Newburyport, USA) war ein britischer Mathematiker.

## Leben

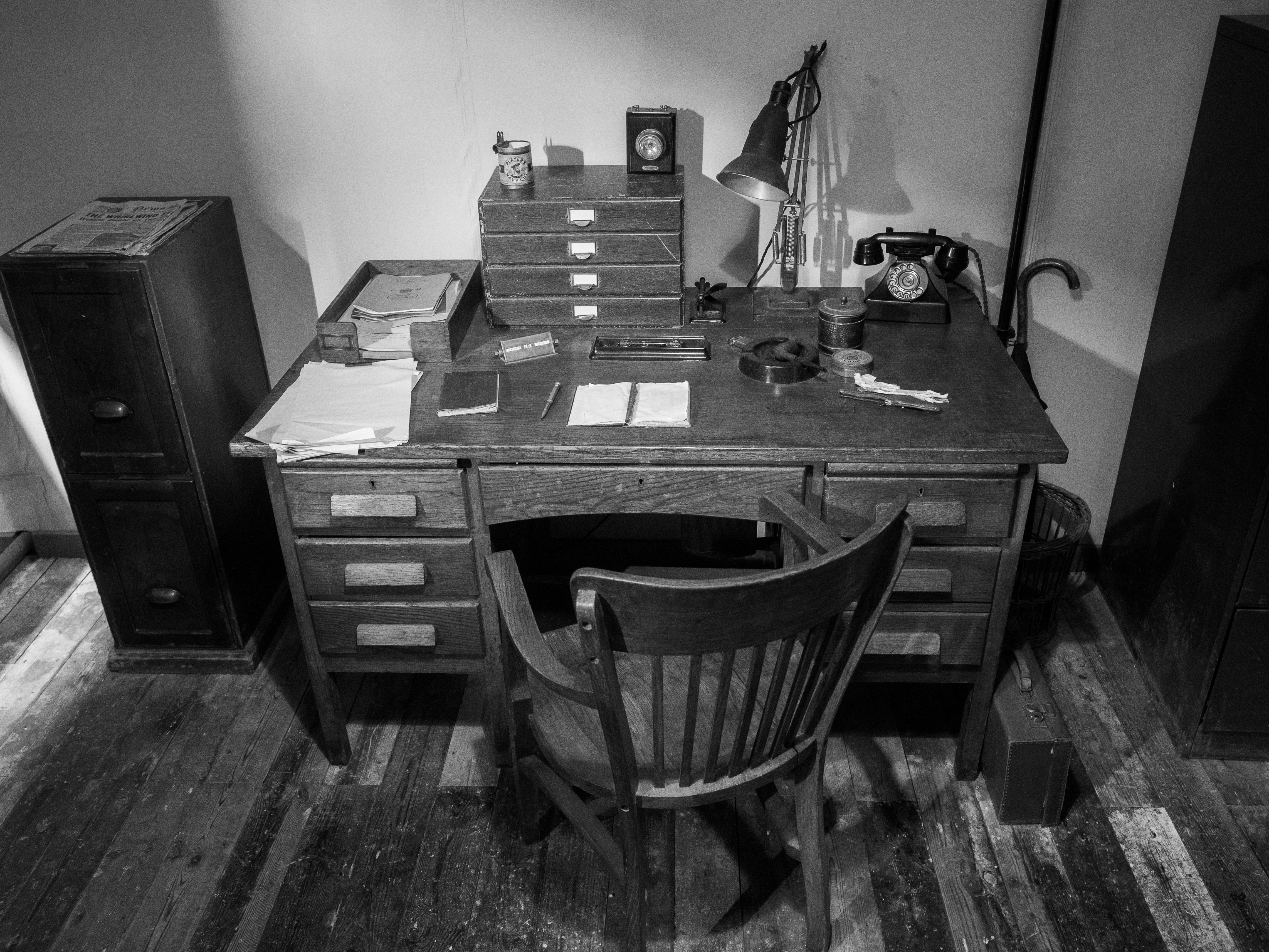
Welchmans Schreibtisch steht heute im Museum von B.P.

Welchman studierte ab 1925 an der University of Cambridge, wo ihm 1929 nach Abschluss des Studiums ein Stipendium am Sidney Sussex College angeboten wurde. Später wurde er Dekan des College. Sein Arbeitsgebiet war die algebraische Geometrie. Mit Beginn des Zweiten Weltkriegs änderte sich seine  berufliche Situation abrupt, als der Leiter der British Government Code and Cypher School Alastair Denniston ihn als einer der ersten Mathematiker als Kryptoanalytiker anwarb.
Er war neben Alan Turing einer der führenden Köpfe im nördlich von London gelegenen Bletchley Park (B.P.) und trug dort als Codebreaker („Codeknacker“) wesentlich dazu bei, dass die während des Zweiten Weltkriegs mit der deutschen Enigma verschlüsselten Funksprüche entziffert werden konnten.
Hauptsächlich verantwortlich war er für die Arbeiten in Hut Six (Baracke 6), in der die Funksprüche des deutschen Heeres und der Luftwaffe entziffert wurden. Zu seinen herausragenden Leistungen gehört das Diagonal board (deutsch etwa „Diagonalbrett“), mit dem er die Wirksamkeit der dort verwendeten elektromechanischen Entzifferungsmaschine (englisch Turing bombe) entscheidend verbesserte. Durch seinen Beitrag wurde sie so zur Turing-Welchman-Bombe und zur Grundlage der durch ihn organisierten nahezu „Fließband-Entzifferung“ der deutschen Funksprüche, was wesentlich zum Verlauf, wenn nicht sogar zum Ausgang des Krieges beitrug (siehe auch: Geschichtliche Konsequenzen der Enigma-Entzifferung).
Nach dem Krieg wanderte Welchman 1948 in die Vereinigten Staaten aus. Dort hielt er Vorlesungen am Massachusetts Institute of Technology über Rechentechnik. Später arbeitete er bei Remington Rand und Ferranti.

## Schriften
- The Hut Six Story: Breaking the Enigma Codes. M&M Baldwin, Cleobury Mortimer, 2000, ISBN 0-947712-34-8 (englisch).